# 제주특별자치도지방노동위원회
제주특별자치도 지방노동위원회는 제주지역에서 발생하는 노동쟁의 조정, 필수유지업무결정, 부당해고 및 부당노동행위 등에 대한 구제, 차별시정 등의 업무를 처리함으로써 대화와 타협에 의한 선진노사문화를 창출, 정착시키기 위하여 설립된 제주특별자치도 소속의 준사법기관이다. 제주특별자치도 제주시 청사로 59 정부제주지방합동청사 5층에 위치하고 있다.

## 기관 성격
- 근로자위원, 사용자위원, 공익위원 3자로 구성된 합의제 행정관청
- 노사간의 이익 및 권리분쟁에 대한 조정과 판정을 주업무로 하는 독립성을 지닌 준사법적 기관

## 구성
- 근로자위원·사용자위원 10~50인, 공익위원 10~70인(노동위원회법 제6조제2항)
- 각급 노동위원회별 위원정원은 노동위원회법시행령(제3조 및 별표 2)으로 규정

위원의 위촉

### 위원의 위촉
- 근로자위원은 노동조합이 추천한 자 중에서 위촉하고, 사용자위원은 사용자단체가 추천한 자 중에서 위촉하되, 중앙노동위원회의 경우에는 고용노동부장관의 제청으로 대통령이, 지방노동위원회의 경우에는 지방노동위원회위원장의 제청으로 중앙노동위원회위원장이 각각 위촉
- 공익위원은 당해 노동위원회위원장·노동조합·사용자단체가 각각 추천한 자 중에서 노동조합과 사용자단체가 순차적으로 배제하고 남은 자를 위촉대상 공익위원으로 하고, 그 위촉 대상 공익위원 중에서 중앙노동위원회의 공익위원은 고용노동부장관의 제청으로 대통령이, 지방노동위원회의 공익위원은 지방노동위원회위원장의 제청으로 중앙노동위원회위원장이 각각 위촉
- 임 기：3년(연임가능)

### 위원장
- 중앙노동위원회위원장은 고용노동부장관의 제청으로 대통령이 임명하고,지방노동위원회위원장은 중앙노동위원회위원장의 추천과 고용노동부장관의 제청으로 대통령이 임명

### 상임위원
- 공익위원 자격을 가진 자 중에서 중앙노동위원회위원장의 추천과 고용노동부장관의 제청으로 대통령이 임명

## 조직

### 제주특별자치도 지방노동위원회 위원장

#### 사무국
- 조정과
- 교섭대표결정과
- 심판과

## 같이 보기
- 중앙노동위원회
  - 서울지방노동위원회
  - 부산지방노동위원회
  - 인천지방노동위원회
  - 강원지방노동위원회
  - 경기지방노동위원회
  - 경남지방노동위원회
  - 경북지방노동위원회
  - 전남지방노동위원회
  - 전북지방노동위원회
  - 충남지방노동위원회
  - 충북지방노동위원회